# Extraliga (Repubblica Ceca)
La Extraliga ceca (Ceco: Extraliga ledního hokeje, ELH) è il massimo campionato di hockey su ghiaccio che si disputa in Repubblica Ceca.

## Storia
Classificato dalla IIHF come il terzo campionato per importanza in Europa, dopo la KHL e la SM-Liiga, sulla base dell'ingaggio medio dei giocatori che vi militano, è considerata la terza lega al mondo (dietro ad NHL e KHL). Il campionato è nato nel 1993, quando l'Extraliga cecoslovacca si divise in Extraliga ceca e slovacca. L'hockey su ghiaccio è molto seguito in Repubblica Ceca, tanto che giocatori di nazionalità ceca sono la terza rappresentanza (dopo canadesi e statunitensi) nella NHL, il massimo campionato di hockey al mondo.

## Le squadre
Le squadre che attualmente militano in Extraliga sono:
- Bílí Tygři Liberec
- České Budějovice
- Energie Karlovy Vary
- Pardubice
- Plzeň 1929
- PSG Zlín
- Litvínov
- Rytíři Kladno
- Slavia Praga
- Sparta Praga
- Oceláři Trinec
- Vítkovice Steel
- Piráti Chomutov
- Kometa Brno

## Albo d'oro

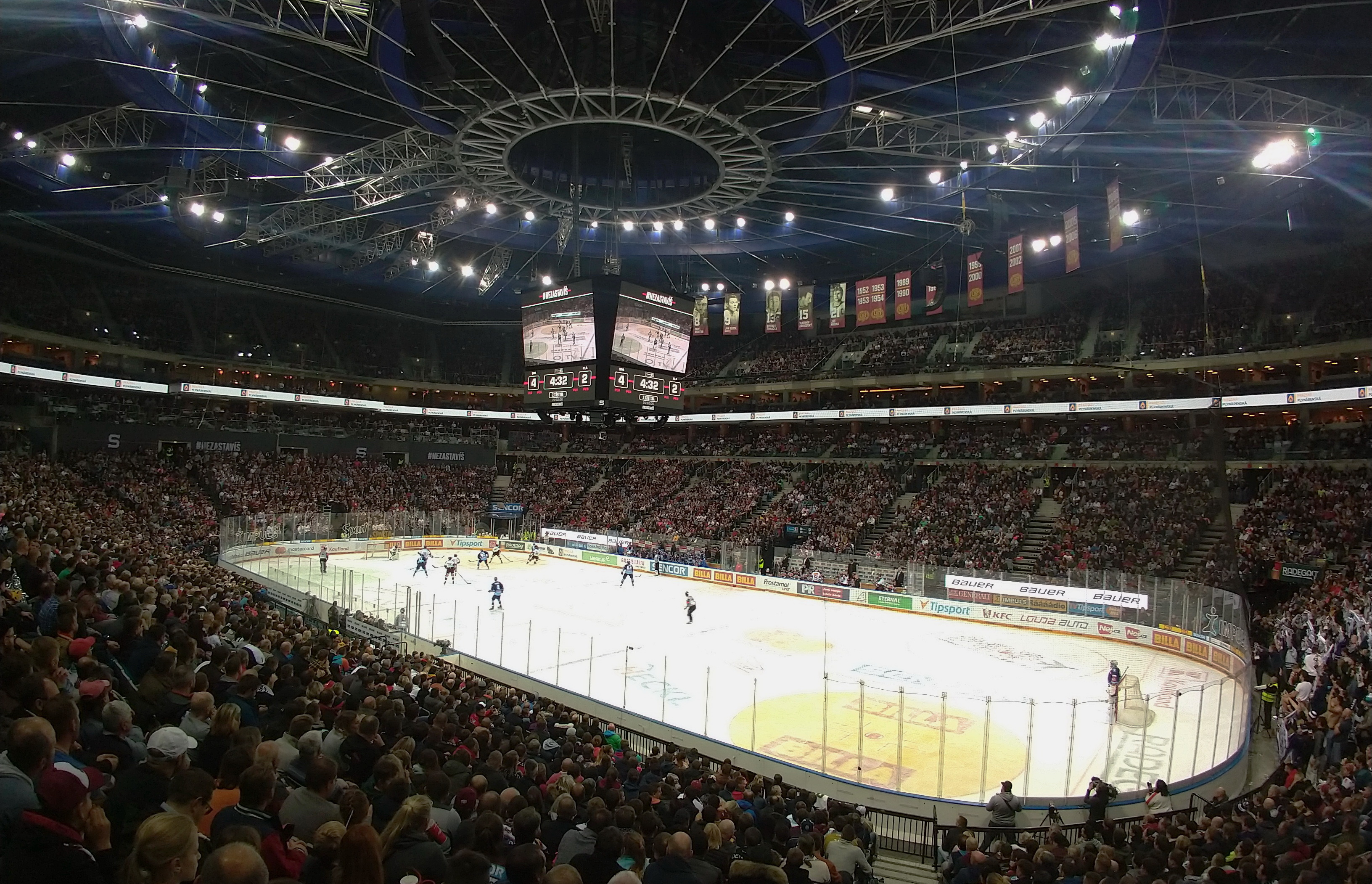
Partita Extraliga alla O2 Arena Praga

L'elenco delle squadre vincitrici dell'Extraliga anno per anno:
- 1994 HC Olomouc
- 1995 HC Dadák Vsetín
- 1996 HC Petra Vsetín
- 1997 HC Petra Vsetín
- 1998 HC Slovnaft Vsetín
- 1999 HC Slovnaft Vsetín
- 2000 HC Sparta Praha
- 2001 HC Vsetín
- 2002 HC Sparta Praha
- 2003 HC Slavia Praha
- 2004 HC Hamé Zlín
- 2005 HC Moeller Pardubice
- 2006 HC Sparta Praha
- 2007 HC Sparta Praha
- 2008 HC Slavia Praha
- 2009 HC Energie Karlovy Vary
- 2010 HC Pardubice
- 2011 HC Oceláři Třinec
- 2012 HC Pardubice
- 2013 HC Plzeň
- 2014 PSG Zlín
- 2015 HC Litvinov
- 2016 Bílí Tygři Liberec
- 2017 HC Kometa Brno
- 2018 HC Kometa Brno
- 2019 	HC Oceláři Třinec
- 2020 	non assegnato per pandemia COVID-19
- 2021 	HC Oceláři Třinec
- 2022 	HC Oceláři Třinec

## Extraliga slovacca
Dalla stagione 2011/12 l'altro campionato denominato Extraliga, l'Extraliga slovacca, per ragioni di sponsorizzazione assunse la nuova denominazione in TipSport Extraliga, proprio come l'Extraliga ceca, essendo la TipSport già main sponsor del campionato ceco. Si pensava che questo fatto, unitamente ad altre manovre, avrebbe potuto portare al ritorno di un campionato unico ceco-slovacco a partire già dalla stagione successiva, volontà peraltro già espressa da ambo le parti. Tuttavia, per ragioni non ben chiarite, non si concluse alcun accordo e una eventuale ri-unione dei campionati è così slittata a data da destinarsi.

## Altri campionati
A partire dal 2011 due squadre ceche disputano altri campionati diversi dall'Extraliga. L'Hockey Club Lev (sebbene nel 2011 si trasferì in Slovacchia) partecipa al più importante campionato europeo, la Kontinental Hockey League (KHL); mentre l'Orli Znojmo gioca invece nel campionato austriaco, la EBEL.